# Marston (Wiltshire)
Marston – wieś w Anglii, w hrabstwie Wiltshire. Leży 32 km na północny zachód od miasta Salisbury i 136 km na zachód od Londynu.